# Pridoroschnoje (Kaliningrad, Gurjewsk)
Pridoroschnoje (russisch Придорожное, deutsch Kirschappen, Kreis Königsberg/Samland) ist ein Ort in der russischen Oblast Kaliningrad. Er gehört zur kommunalen Selbstverwaltungseinheit Stadtkreis Gurjewsk im Rajon Gurjewsk.

## Geographische Lage
Pridoroschnoje liegt 22 Kilometer nordöstlich der Stadt Kaliningrad (Königsberg) an der Kommunalstraße 27K-053 von Gurjewsk (Neuhausen) nach Kaschirskoje (Schaaksvitte) am Kurischen Haff. Bis 1945 war Sudnicken (russisch: Pirogowo) die nächsten Bahnstation an der Bahnstrecke Prawten–Schaaksvitte (Lomonossowo–Kaschirskoje) der Königsberger Kleinbahn, deren Betrieb nicht wieder aufgenommen wurde.

## Geschichte
Das ehemals Kirschappen genannte und frühere Vorwerk verfügte vor 1945 über eine bedeutende Ziegelei. Im Jahre 1874 wurde die damalige Landgemeinde in den neu geschaffenen Amtsbezirk Sudnicken (russisch: Pirogowo) eingegliedert, der bis 1939 zum Landkreis Königsberg (Preußen), von 1939 bis 1945 zum Landkreis Samland im Regierungsbezirk Königsberg in der preußischen Provinz Ostpreußen gehörte.
Am 1. April 1895 verlor Kirschappen seine Eigenständigkeit und wurde mit der Nachbargemeinde Germehnen (russisch: Naumowka) in den Gutsbezirk Sudnicken (Pirogowo) eingemeindet.
1945 kam Kirschappen als Ort im nördlichen Ostpreußen zur Sowjetunion. Im Jahr 1950 erhielt der Ort die russische Bezeichnung Pridoroschnoje und wurde gleichzeitig dem Dorfsowjet Kaschirski selski Sowet im Rajon Gurjewsk zugeordnet. Im Jahr 1954 gelangte Pridoroschnoje in den Marschalski selski Sowet. Von 2008 bis 2013 gehörte der Ort zur Landgemeinde Chrabrowskoje selskoje posselenije und seither zum Stadtkreis Gurjewsk.

## Kirche
Wie fast alle ostpreußischen Orte hatte auch Kirschappen eine fast ausnahmslos evangelische Bevölkerung, und der Ort war in das Kirchspiel Schaaken mit Sitz in Kirche Schaaken (russisch: Schemtschuschnoje) eingepfarrt. Es gehörte zum Kirchenkreis Königsberg-Land II in der Kirchenprovinz Ostpreußen der Kirche der Altpreußischen Union. Heute liegt Pirodoschnoje im Einzugsbereich der in den 1990er Jahren neu gebildeten evangelisch-lutherischen Kirchengemeinde in Marschalskoje (Gallgarben). Sie ist eine Filialgemeinde der Auferstehungskirche in Kaliningrad (Königsberg), der Hauptkirche der Propstei Kaliningrad der Evangelisch-lutherischen Kirche Europäisches Russland (ELKER).